# 黒川雅夫
黒川 雅夫（くろかわ まさお、1951年7月11日 - ）は、日本の地方公務員。神奈川県副知事、神奈川県信用保証協会会長を経て、神奈川県内広域水道企業団企業長。瑞宝中綬章受章者。

## 人物・経歴
神奈川県立光陵高等学校を経て、1974年（昭和49年）3月に慶應義塾大学法学部法律学科を卒業。同年、神奈川県庁に入庁。
1999年（平成11年）、同県民部文化課長、同教育庁管理部教職員課長、同教育庁管理部総務室長、同教育局教育政策担当部長、同教育局長、同総務部長、同政策部長、同理事（特定行政課題担当）を歴任。
2010年6月より同副知事。2011年4月に神奈川県知事は黒岩祐治になったが、古尾谷光男とともに副知事を続投。神奈川県地方税収対策推進協議会会長等を務め、2013年から筆頭副知事。2014に県政では15年ぶりに同職再任。かながわ教育ビジョンの策定等に取り組み、2017年6月に任期を1年残して引退。
同年7月から県信用保証協会会長、2019年（令和元年）退職。
同年7月、神奈川県内広域水道企業団企業長に就任。
2023年4月 令和5年春の叙勲で瑞宝中綬章を受章。